# Горње вучије језеро
Горње вучије језеро (рус. Верхнее Волчье) слатководно је језеро ледничког порекла смештено у централном делу Мурманске области, на крајњем северозападу европског дела Руске Федерације. Налази се у северном делу планинског подручја Вучја тундра, на око двадесетак километара северозападно од града Мончегорска, односно на око 28 km западно од Оленегорска. Језеро административно припада Мончегорском округу.
Преко сложених система отока повезано је са басеном Белог мора. Површина језера се налази на надморској висини од око 165 m. Језеро је доста издужено у смеру север-југ у дужини од 93 km, док максимална ширина у јужном делу језера достиже до 4,8 km. Површина језерске акваторије је 18 km², и по том параметру налази се на 38. месту у Мурманској области. Обале су јако разуђене, а укупна дужина обалске линије језера је око 35 km. Максимална дубина досеже до 50,7 m. На јужној обали се у језеро увлачи веће каменито полуострво, дужине 2 km и ширине до 700 m. Друго полуострво сличних димензија, али знатно ниже и мочварније, налази се у северном делу акваторије. По целој површини језера разбацана су малена и ниска острва.
На обалама језера се не налазе насељена места.